# Sophie la vache musicienne
Sophie la vache musicienne est un album de littérature jeunesse écrit et illustré par Geoffroy de Pennart, publié en 1999 aux éditions Kaléidoscope.

## Les personnages
- Sophie la vache
- La famille et les amis de Sophie
- Douglas le chien

## Les thèmes
La différence, la musique, les animaux

## Analyses en sciences de l'éducation
Vendu à plus de 35000 exemplaires, l'ouvrage, plein d'humour, et s'opposant aux stéréotypes de genre, a fait l'objet de plusieurs analyses en sciences de l'éducation. Pris comme exemple pour illustrer la complémentarité entre texte et image dans les albums de littérature jeunesse, il permet d'aborder la thématique du vivre ensemble, et constitue un livre approprié pour une classe de CE2.